# Biemna anisotoxa
Biemna anisotoxa är en svampdjursart som beskrevs av Claude Lévi 1963. Biemna anisotoxa ingår i släktet Biemna och familjen Desmacellidae. Inga underarter finns listade i Catalogue of Life.